# Žan-Viktor Ponsel
Žan-Viktor Ponsel (1. jul 1788 – 22. decembar 1867) bio je francuski inženjer i matematičar. Najpoznatiji je po tome što je služio kao generalni komandant Politehnike škole. Smatra se oživljavacem projektivne geometrije, i njegov rad Traktat o projektivnim svojstvima figura smatra se prvim definitivnim tekstom na tu temu od kada je Žerar Desarg radio na tome u 17. veku. Kasnije je napisao uvodni tekst za tu oblast: Primene analize i geometrije.
Kao matematičar njegovo najznačajnije delo bilo je u objasti projektivne geometrije, mada je i njegova rana saradnja sa Šarlom Žulenom Brijanšonom dala značajan doprinos Fojerbahovoj teoremi. On je takođe je ostvario otkrića o projektivnim harmoničnim konjugatima; povezujući ih sa polovima i polarnim linijama povezanim sa koničnim presecima. On je razvio koncept paralelnih linija koje se sastaju u tački u beskonačnosti i definisao je kružne tačke u beskonačnosti koje su na svakom krugu ravni. Ova otkrića dovela su do principa dualnosti i principa kontinuiteta, i takođe pomogla u razvoju komplesnih brojeva.
Kao vojni inženjer, služio je u Napoleonovoj kampanji protiv Ruskog carstva 1812. godine, tokom koje je bio zarobljen i zatvoren do 1814. Kasnije je služio kao profesor mehanike u Primenjenoj školi u svom rodnom gradu Mecu, tokom kog vremena je objavio Uvod u industrijsku mehaniku, delo po kome je poznat, i poboljšao je dizajn turbina i vodeničkih točkova. Godine 1837, na Sorboni (Pariskom univerzitetu) specijalno je stvorena za njega „Katedra za fizičku i eksperimentalnu mehaniku”. Godine 1848, on je postao dekan svoj matičnog univerziteta, Politehnike škole. Njemu je odata počast uvrštavanjem njegovog imena u spisak uglednih francuskih inženjera i naučnika koji je izložen oko prvog nivoa Ajfelove kule.

## Biografija

### Rođenje, obrazovanje i zarobljavanje (1788–1814)
Ponsel je rođen u Mecu u Francuskoj 1. jula 1788, kao nelegitimni, i kasnije legitimisani sin Kloda Ponsela, advokata parlamenta Meca i bogatog zemljoposednika. U mladosti je bio poslat da živi sa porodicom Olije u Sent-Avoldu. On se vratio se u Mec radi srednješkolskog obrazovanja u srednjoj školi Faber. „Lycée” je francuska reč za srednju školu. Nakon toga, pohađao je Politehniku školu, prestižnu školu u Parizu, od 1808. do 1810, iako je u svojoj trećoj godini studija zaostao za nastavom zbog lošeg zdravlja. Po završetku studija pridružio se korpusu vojnih inženjera. Za to vreme pohađao je Primenjenu školu u svom rodnom gradu, i stekao čin poručnika u Francuskoj vojsci iste godine kada je diplomirao.
Ponsel je učestvovao u Napoleonovoj invaziji na Rusiju 1812. godine. Njegov biograf Didion navodi da je bio deo grupe koja je bila odsečena od armije maršala Mišela Neja u bici za Krasnoj i bila prisiljena da kapitulira pred Rusima, iako ostali izvori tvrde da je on ostavljen kao poginuo. Prilikom hapšenja ispitivao ga je general Mihail Andrejevič Miloradovič, ali nije otkrio poverljive informacije. Rusi su ga držali kao ratnog zarobljenika i zatvorili u Saratovu. Tokom zarobljeništva, u godinama 1812–1814, napisao je svoje najznačajnije delo, Traité des propriétés projectives des figures, koje je postavilo temelje projektivne geometrije, kao i neke nove rezultate. Ponsel je međutim mogao da ga objavi tek nakon puštanja 1814. godine.

### Otpuštanje i kasnije zapošljavanje (1822–1848)
Godine 1815, godinu dana nakon puštanja na slobodu, Ponsel je bio zaposlen kao vojni inženjer u svom rodnom gradu Mecu. Godine 1822, dok je bio na ovoj poziciji, objavio je Traktat o projektivnim osobinama figura. Ovo je bio prvi veliki rad koji je raspravljao o projektivnoj geometriji još od Dezarga, iako je Gaspar Monž ranije napisao nekoliko manjih radova o tome. To se smatra temeljnim delom moderne projektivne geometrije. Žosef Dijaz Žergon je takođe pisao o ovoj grani geometrije otprilike u isto vreme, počevši od 1810. Ponsel je objavio nekoliko radova o ovoj temi u časopisu Annales de Gergonne (zvanično poznatom kao Annales de mathématiques pures et appliquées). Međutim, Ponsel i Žergon su se na kraju upustili u ogorčeni prioritetni spor oko principa dualnosti.
Godine 1825, postao je profesor mehanike u Primenjenoj školi u Mecu, i na toj poziciji je bio do 1835. Tokom svog rada u ovoj školi, poboljšao je dizajn turbina i vodenih točkova, izvodeći svoj rad iz mehanike Provansnog mlina iz južne Francuske. Iako je turbina njegovog dizajna napravljena tek 1838. godine, on je zamislio takav dizajn dvanaest godina pre toga. Godine 1835, napustio je Primenjenu školu, a decembra 1837. postao je redovni profesor na Sorboni (Pariski univerzitet), gde je za njega specijalno kreirana „Katedra za fizičku i eksperimentalnu mehaniku“ uz podršku Fransoa Araga.

### Commanding General at École Polytechnique (1848–1867)
In 1848, Poncelet became the Commanding General of his alma mater, the École Polytechnique. He held the position until 1850, when he retired.
During this time, he wrote Applications d'analyse et de géométrie, which served as an introduction to his earlier work Traité des propriétés projectives des figures. It was published in two volumes in 1862 and 1864. He was elected a Foreign Honorary Member of the American Academy of Arts and Sciences in 1865.

## Doprinosi

### Ponsel–Štejnerova teorema
Ponsel je 1822. otkrio sledeću teoremu: Euklidske konstrukcije šestarom i lenjirom mogu se izvesti samo pomoću lenjira ako je dat jedan krug i njegov centar. Švajcarski matematičar Jakob Štejner je dokazao ovu teoremu 1833. godine, što je dovelo do naziva teoreme. Konstrukcije koje ova teorema navodi da su poznate i kao Štejnerove konstrukcije.

### Ponselov porizam
U geometriji, Ponselov porizam (ponekad se naziva Ponseleva teorema o zatvaranju) kaže da kad god je mnogougao upisan u jedan konusni presek i opiše drugi, poligon mora biti deo beskonačne porodice poligona koji su svi upisuju i opisuju ista dva konisna preseka.

## Odabrana dela
- Traité des propriétés projectives des figures. Paris Gauthier-Villars. 1822.
- (1826) Cours de mécanique appliqué aux machines
- Mémoire sur les roues hydrauliques a aubes courbes, mues par-dessous (на језику: француски). Metz: veuve Thiel. 1827.
- (1829) Introduction à la mécanique industrielle
- Traité de mécanique industrielle physique ou expérimentale (на језику: француски). 1. Brugge: Schiwel. 1844.
- Traité de mécanique industrielle physique ou expérimentale (на језику: француски). 2. Brugge: Schiwel. 1844.
- Traité de mécanique industrielle physique ou expérimentale (на језику: француски). 3. Brugge: Schiwel. 1844.
- (1862/64) Applications d'analyse et de géométrie
- Cours de mécanique appliquée aux machines (на језику: француски). 1. Paris: Gauthier-Villars. 1874.
- Cours de mécanique appliquée aux machines (на језику: француски). 2. Paris: Gauthier-Villars. 1876.

## Literatura
- Didion, M. (1870). Notice sur la vie et les ouvrages du général J. V. Poncelet. L'Académie nationale de Metz. in Mémoires de l'Académie nationale de Metz 1870 (50e année / 1868–1869; 2e série) pp. 101–159.
- Bertrand, J. (1879). Mémoires de l'Académie des Sciences. 41.
- Taton, René (1970). „Jean-Victor Poncelet”. Dictionary of Scientific Biography. New York: Gale Cengage. ISBN 978-0-684-16970-5.
- Eves, Howard (1963), A Survey of Geometry /Volume one, Allyn and Bacon
- Retz, Merlyn; Keihn, Meta Darlene (1989), „Compass and Straightedge Constructions”, Historical Topics for the Mathematics Classroom, National Council of Teachers of Mathematics (NCTM), стр. 192—196, ISBN 9780873532815
- Eves, Howard Whitley (1995), „3.6 The Poncelet–Steiner Construction Theorem”, College Geometry, Jones & Bartlett Learning, стр. 180—186, ISBN 9780867204759
- Bos, H. J. M.; Kers, C.; Oort, F.; Raven, D. W. „Poncelet's closure theorem”. Expositiones Mathematicae. 5 (4): 289—364. 1987. .

## Spoljašnje veze
- O'Connor, John J.; Robertson, Edmund F. „Žan-Viktor Ponsel”. MacTutor History of Mathematics archive. University of St Andrews.
- Chisholm, Hugh, ур. (1911). „Poncelet, Jean Victor”.  (на језику: енглески). 22 (11 изд.). Cambridge University Press. стр. 59.